# Anthidium suphureum
Anthidium suphureum är en biart som beskrevs av Amédée Louis Michel Lepeletier 1841. Anthidium suphureum ingår i släktet ullbin, och familjen buksamlarbin. Inga underarter finns listade i Catalogue of Life.